# Claudia Zanella
Claudia Zanella (Firenze, 30 marzo 1979) è un'attrice italiana.

## Biografia
A 15 anni vince la selezione italiana del concorso di modelle The Look of the Year, insieme a Elenoire Casalegno, e segue per qualche anno la carriera di modella.
Nel 2004 interpreta alcuni cortometraggi. Nello stesso anno appare sul grande schermo con il film L'amore ritorna (2004), regia di Sergio Rubini, a cui fanno seguito, tra gli altri: Quo vadis, baby? (2005), diretto da Gabriele Salvatores, Il giorno + bello, regia di Massimo Cappelli, e Il regista di matrimoni, regia di Marco Bellocchio, entrambi del 2006, e Manuale d'amore 2 - Capitoli successivi (2007), regia di Giovanni Veronesi. Nel 2008 è nel cast principale di Amore che vieni, amore che vai, regia di Daniele Costantini.
Tra i suoi lavori per la televisione, i film tv: Briciole (2005), avente come tema l'anoressia e tratto dal romanzo di Alessandra Arachi, per la regia di Ilaria Cirino, e Troppi equivoci della serie Crimini (2006). Nel 2008 è tra i protagonisti della miniserie televisiva Fidati di me. Nel 2020 partecipa all'ultimo episodio della dodicesima stagione di Don Matteo, tuttavia è stata accreditata nei titoli di testa come Claudia Zenella, anziché Claudia Zanella. Nel 2021 è parte del cast del film Diversamente di Max Nardari.

## Vita privata
È stata sposata dal 19 luglio 2014 al 2018 con il regista romano Fausto Brizzi, che l'ha diretta in Pazze di me. Il 28 febbraio 2016 è nata la loro prima figlia, Penelope Nina. Nel 2020 hanno divorziato.

## Filmografia

### Cinema
- L'amore ritorna, regia di Sergio Rubini (2004)
- A/R Andata + Ritorno, regia di Marco Ponti (2004)
- Quo vadis, baby?, regia di Gabriele Salvatores (2005)
- In ascolto, regia di Giacomo Martelli (2006)
- Il giorno + bello, regia di Massimo Cappelli (2006)
- Il regista di matrimoni, regia di Marco Bellocchio (2006)
- Manuale d'amore 2 - Capitoli successivi, regia di Giovanni Veronesi (2007)
- Amore che vieni, amore che vai, regia di Daniele Costantini (2008)
- 5 (Cinque), regia di Francesco Maria Dominedò (2009)
- Tutti al mare, regia di Matteo Cerami (2011)
- Una domenica notte, regia di Giuseppe Marco Albano (2013)
- Pazze di me, regia di Fausto Brizzi (2013)
- Forever Young, regia di Fausto Brizzi (2016)
- Diversamente, regia di Max Nardari (2021)
- Tutte a casa - Memorie digitali da un mondo sospeso, regia di Nina Baratta, Cristina D'Eredità ed Eleonora Marino (2021)

### Televisione
- Marisa di Casal Lumbroso, regia di Celeste Laudisio – serie TV (2004)
- Briciole, regia di Ilaria Cirino – film TV (2005)
- Crimini – Troppi equivoci, regia di Andrea Manni – film TV (2006)
- Medicina generale, regia di Renato De Maria – serie TV, episodio: La scelta di Anna (2007)
- Amore proibito, regia di Anna Negri – film TV (2007)
- Fidati di me, regia di Gianni Lepre – miniserie TV (2008)
- Crimini 2 – Little Dream, regia di Davide Marengo – film TV (2010)
- Che Dio ci aiuti – serie TV (2019)
- La strada di casa – serie TV, solo la 2ª stagione (2019)
- Don Matteo – serie TV, solo la 12ª stagione (2020)
- Fosca Innocenti, regia di Fabrizio Costa – serie TV, episodio 1x03 (2022)
- Tutto chiede salvezza, regia di Francesco Bruni - serie TV (2022)

### Cortometraggi
- Il fiume scorre tranquillo, regia di Leonardo D'Agostini (2001)
- Il velo, regia di Chiara Malta (2002)
- L'appello di un'amica, regia di Alessandro D'Alatri (2002)
- Rossocarnoso, regia di Lorenzo Sportiello (2004)
- Cose che si dicono al buio, regia di Marco Costa (2004)
- Chi decide cosa, regia di Michele Alhaique (2007)
- Lei & l'altra, regia di Max Nardari (2012)

## Opere
- Tu e nessun'altra, Rizzoli, 2015. ISBN 978-88-17-07547-3
- Meglio un giorno da vegana. La scelta che ha cambiato le nostre vite, Sperling & Kupfer, 2017. ISBN 978-88-200-6333-7